# گمینا اولانوو
گمینا اولانوو (به لهستانی:  Gmina Ulanów) یک گمینا در لهستان است که در شهرستان نگسکو واقع شده‌است. گمینا اولانوو ۱۱۹٫۵۶ کیلومتر مربع مساحت و ۸٬۵۹۱ نفر جمعیت دارد.